# 文芸エム
文芸エム（ぶんげいえむ）は、「HAO出版局」により滋賀県大津市で発行されている小規模同人文芸雑誌。

## 概要
2020年8月に創刊。原浩一郎が編集を担当。市井の書き手からの投稿を募り、地方文壇の復興を狙う。同人制度を持たず、また出版コードを付しているものの、『関西文芸』（関西文芸協会）や『徳島文學』（徳島文学協会）、『中部ペン』（中部ペンクラブ）などと同様の同人文芸誌として捉えて差し支えない。その証拠として、2021年8月に第1回全国同人雑誌賞（新同人雑誌賞）を受賞している。

## 刊行リスト
- 1号（2020秋 創刊特別号）（2020年9月）ISBN 978-4-9911513-0-9
- 2号（2020冬）（2020年12月）ISBN 978-4-9911513-2-3
- 3号（2021春）（2021年4月）ISBN 978-4-9911513-3-0
- 4号（2021夏）（2021年7月）ISBN 978-4-9911513-4-7
- 5号（2021秋）（2021年10月）